# Chato's Land
Chato's Land é um filme hispano-britânico-americano de 1972 do gênero western, dirigido por Michael Winner e filmado em Technicolor. Locações na Espanha, em Almeria e Andaluzia.

## Elenco
- Charles Bronson...Pardon Chato
- Jack Palance...Capt. Quincey Whitmore
- James Whitmore...Joshua Everette
- Simon Oakland...Jubal Hooker
- Richard Basehart...Nye Buell
- Ralph Waite...Elias Hooker
- Richard Jordan...Earl Hooker
- Victor French...Martin Hall
- Sonia Rangan...esposa de Chato
- William Watson...Harvey Lansing
- Raúl Castro...batedor mexicano (nos créditos, Raul Castro)

## Sinopse
O mestiço apache Chato mata um xerife racista em legítima defesa. Imediatamente o amigo do xerife, o ex-oficial confederado texano Capt. Quincey, organiza uma patrulha para persegui-lo e matá-lo. Outros antigos militares companheiros de Quincey se juntam a rancheiros que odeiam os índios e com a ajuda de um batedor mestiço mexicano, seguem os rastros de Chato. Ele vai para o território desértico que conhece bem e após atrair os perseguidores a um local remoto, espanta os cavalos, acreditando que irão desistir. Mas eles insistem e acabam achando a cabana onde Chato morava com a família, surpreendendo a esposa dele. Os homens a violentam e a deixam amarrada como isca. O filho pequeno dela que estava escondido corre para avisar o pai. Chato quer vingança e decide matar a todos. Mas os homens são igualmente selvagens e começam a discutir depois que o filho de um dos rancheiros é assassinado pelo índio vingativo.

## Trilha sonora
Um CD com a trilha sonora do filme de autoria de Jerry Fielding foi lançado em 15 de janeiro de 2008 pela Intrada Records (Intrada Special Collection Vol. 58).

### Faixas
- 1. Titles - 4:41
- 2. Peeping Tom In The Bushes - 0:44
- 3. Mind Your Ma; Whiskey And Hot Sun - 1:29
- 4. Coop Falls - 1:24
- 5. Pain In The Water Bags; Burning Rancheros - 1 & 2 	4:47
- 6. Peeping Tom On The Ridge; First Stampede - 3:04
- 7. Indian Convention - 1:35
- 8. The Snake Bite - 1:21
- 9. Chato Comes Home - 1:52
- 10. Indian Rodeo; Chato Bags Horse - 2:21
- 11. Junior Blows The Whistle - 0:42
- 12. Fire And Stampede; Joan Of Arc At Stake - 3:54
- 13. Mr. & Mrs. Chato Split; Massas In The Cold Cold Ground - 1:26
- 14. Hot Pants - 2:46
- 15. Rainbow On The Range - 0:58
- 16. Ride Like Hell - 0:50
- 17. Big Stare Job; Here-There-Everywhere - 2:19
- 18. Attack In Gorge - 1:53
- 19. One Big Pain In The Neck - 2:35
- 20. Lansing Scalped -	1:46
- 21. Elias Gets The Snake; Malechie Gets Shot; Finis - 5:06